# Société Étude
La Société Étude est une société d'étudiants de niveau gymnasial fondée à Neuchâtel le 11 novembre 1877.

## Historique
La Société gymnasiale de L’Étude (puis Étude) est fondée le 11 novembre 1877 à la roche de l'Ermitage, sur les hauts de la ville de Neuchâtel, par huit étudiants du Gymnase cantonal: Edmond et Robert Schmidt, Léon Petitpierre, Georges Sandoz, Edouard Weber, Eugène Zuber, Raymond de Watteville et, à leur tête, Samuel de Perregaux dit Babolet.
Le but de ladite Société est « d'unir les jeunes gens par le lien d'une amitié fraternelle, de développer leurs facultés par des études littéraires et de les aider dans leurs études ». Pour être admis en son sein, il faut être âgé d'au moins quatorze ans et être élève de première latine, du gymnase littéraire ou scientifique. Le candidat (ou « hospitant ») qui satisfait ces critères formels doit passer par plusieurs séances et par la présentation d'un travail de candidature afin d'espérer devenir « Étudien ». À noter que le bassin de recrutement de la Société Étude est le même que celui de la Société étudiante rivale: Néocomia (fondée en 1861).
En sus de ses activités et réjouissances internes, dont rendent compte les procès-verbaux des séances, la Société Étude contribue à animer la ville de Neuchâtel. Cette animation est tantôt grinçante pour les autorités communales, comme lors des farces,, (dites « coups ») et des manifestations, tantôt culturelle ou simplement joyeuse. Au cours de son existence, la Société met en effet sur pieds de nombreux bals, pièces de théâtre ou encore des revues (dites « générales »). À l'égale de sa grande sœur, la Société de Belles-Lettres, Étude organise aussi des « pinces ». D'ailleurs, en raison de ses affinités avec le monde des lettres, elle est fréquemment considérée comme la pépinière de Belles-Lettres.
En 1967, faute de membres, la Société Étude tombe en léthargie mais c'est pour mieux renaître, en 1977, à l'occasion de son centenaire. En 2007, une fresque est réalisée en ville de Neuchâtel par une nouvelle génération d'Étudiens afin de rendre hommage à leur illustre fondateur. La fresque disparaît en 2021 des suites d'un chantier de densification du bâti sur la rue de l'écluse. 

## Quelques Anciens Étudiens[15]
- James-Louis, Pierre, Jean-Victor et Gilles Attinger, éditeurs
- Samuel Gagnebin, philosophe et professeur à l'Université de Neuchâtel
- Philippe Godet, professeur à l'Université de Neuchâtel
- Pierre Graber dit Salève, conseiller fédéral
- Charly Guyot dit Pouce, professeur à l'Université de Neuchâtel
- Robert Jéquier, pasteur[16]
- Guy de Pourtalès, écrivain[17]
- Denis de Rougemont dit Chauvin, père de l'Europe et écrivain
- Marc Wolfrath dit Pilule, journaliste
- Henry Wolfrath, éditeur